# Basílio Horta
Basílio Adolfo de Mendonça Horta da Franca, né le 16 novembre 1943 à Lisbonne, est un homme politique portugais. Il est maire de Sintra depuis le 24 octobre 2013.

## Biographie

### Fondateur du CDS
Titulaire d'une licence en droit obtenue à l'université de Lisbonne, il participe en 1974 à la fondation du Centre démocratique et social (CDS), un parti démocrate chrétien.
Après avoir été désigné secrétaire général du parti au congrès de janvier 1975, il est élu député du district de Lisbonne à l'Assemblée constituante lors des élections constituantes du 25 avril suivant.

### Ministre à de nombreuses reprises
Aux élections législatives du 25 avril 1976 il est tête de liste dans le district de Braga. Sa liste remporte plus de 25 % des suffrages et envoie 4 députés à l'Assemblée de la République. Trois mois plus tard il est reconduit au secrétariat général du CDS.
Après que sa formation a formé une coalition avec le Parti socialiste (PS), Basílio Horta devient ministre du Commerce et du Tourisme le 30 janvier 1978 dans le IIe gouvernement constitutionnel, dirigé par le Premier ministre socialiste Mário Soares. Il abandonne alors ses fonctions au sein de l'appareil de son parti, reprises par Pedro Vasconcelos.
Contraint de quitter de ses fonctions avec la démission de l'exécutif le 29 août suivant, il est candidat aux élections législatives intercalaires du 2 décembre 1979 en deuxième position sur la liste de l'Alliance démocratique (AD), la coalition de centre-droit, dans le district de Braga.
L'AD l'ayant emporté, il est renommé ministre du Commerce et du Tourisme le 3 janvier 1980 dans le VIe gouvernement constitutionnel, dirigé par le libéral Francisco Sá Carneiro. Le décès de ce dernier le 4 décembre amène Francisco Pinto Balsemão à constituer un nouveau cabinet le 9 janvier 1981. Il est alors promu ministre d'État adjoint du Premier ministre, en position de numéro deux dans l'ordre protocolaire. Avec la formation par Balesmão du VIIIe gouvernement constitutionnel le 4 septembre suivant, il change de nouveau de poste et passe au nouveau ministère de l'Agriculture, du Commerce et de la Pêche.

### Candidat malheureux à la présidentielle
Aux élections anticipées du 25 avril 1983, l'AD se dissout et Horta est de nouveau tête de liste du CDS dans le district de Braga. À l'ouverture de la législature, il est désigné vice-président de l'Assemblée de la République. À la fin du mandat, anticipé en 1985, il ne se représente pas et s'éloigne de la vie politique.
Il revient finalement au Parlement à l'occasion des élections anticipées du 19 juillet 1987, se faisant élire député du district de Porto.
Le 13 janvier 1991, il se présente à l'élection présidentielle, défiant le président de la République Mário Soares. Le Parti social-démocrate (PPD/PSD) du Premier ministre Aníbal Cavaco Silva accordant un soutien tacite au chef de l'État sortant, Basílio Horta est le seul candidat de centre droit. Avec 696 379 voix, il s'adjuge 14,2 % des suffrages exprimés et se classe en deuxième position, devant le candidat communiste mais très loin derrière Soares, qui engrange plus de 3 450 000 suffrages et l'emporte très largement dès le premier tour.

### Passage en retrait
Ayant renoncé à se représenter aux élections législatives qui se tiennent huit mois après, il accepte d'être tête de liste dans le district de Viseu lors du scrutin parlementaire du 10 octobre 1999. Il décide de ne pas renouveler son adhésion au Parti populaire (CDS-PP) en 2001 mais accepte d'être candidat aux élections législatives anticipées du 17 mars 2002. Il se présente dans le district de Porto, en tête de liste, et conserve un mandat parlementaire.
Nommé ambassadeur auprès de l'OCDE, il quitte l'Assemblée le 10 octobre suivant.

### Rapprochement avec le PS
Avec le retour au pouvoir des socialistes en mars 2005, il est désigné président du conseil d'administration de l'Agence des investissements et du commerce extérieur du Portugal (AICEP). Reconduit en 2009, il est choisi en 2011 pour être tête de liste PS dans le district de Leiria aux élections anticipées du 5 juin. Avec Diogo Freitas do Amaral, il est le second fondateur du CDS à se rapprocher ainsi des socialistes. Il retrouve alors les bancs du Parlement et siège dans l'opposition.

### Maire de Sintra
À l'occasion des élections locales du 29 septembre 2013, il accepte d'être tête de liste pour le conseil municipal à Sintra, dans la banlieue de Lisbonne. Il remporte 29,5 % des voix, soit quatre sièges sur 11. Il passe ensuite un accord avec le PPD/PSD et la Coalition démocratique unitaire (CDU), qui disposent en tout de 3 élus, ce qui lui permet de gouverner avec une majorité absolue. Horta met ainsi fin à douze années de majorité de centre-droit. De 2013 à 2015, il est président de l'Organisation des villes du patrimoine mondial.
Le scrutin du 1er octobre 2017 le conforte : avec 43,1 % des voix, il fait élire six conseillers exécutifs, soit l'exacte majorité absolue du conseil municipal.